# The West
The West nebo také The-West je celosvětová online RPG hra založená v dubnu 2008 firmou InnoGames. Ve hře se ocitáte někdy v 19. století na americkém jihozápadě, přičemž se hráč může více cítit jako ve westernu. Každý hráč této hry si buduje svou osobnost. Někdo tedy tím, že se snaží dosáhnout co nejvyšší úrovně, které jsou ve hře možné, a někdo se zase snaží budovat město, které bylo jím samotným či jiným hráčem založeno.

## Základní charakteristika
Základem celé hry je mapa, po které se může hráč pohybovat a vykonávat na ní nejrůznější věci. Vykonávat různé práce, duelovat, být v bitvě o pevnost, vyrábět, plnit úkoly a denní výzvy. Příkazy se řadí do příkazové řady, každý hráč může zadat do fronty až 4 příkazy (mimo použití prémiových výhod). Cílem hry u většiny hráčů je nejdříve dosáhnout nejvyšší úrovně, což trvá v závislosti na tom, kolik peněz do hry investujete a jakou máte taktiku, tři čtvrtě až 2 roky. Za každou práci, za každý duel, za každou bitvu o pevnost a za další akce dostane hráč většinou nějaké zkušenosti, peníze a občas Union Pacific dluhopisy. Pomocí zkušeností dosahuje hráč vyšších úrovní, za peníze si může koupit různé vybavení, které mu přidává různé bonusy nebo je potřebujete k úkolům. UP dluhopisy může hráč využívat v UP shopu, ve kterém si můžete kupovat různé speciální vylepšení.

### Úrovně, zkušenosti a schopnosti
Zkušenosti lze získat z valné většiny akcí vykonaných ve hře. K dosažení další úrovně je potřeba určitého počtu zkušeností a čím vyšší úroveň hráč má, tím více zkušeností k dosažení další potřebuje. Jakmile dosáhne daného počtu zkušeností, postoupí automaticky do další úrovně. Za každou dosaženou úroveň ve hře dostane hráč možnost přidělit 1 atribut a 3 schopnosti. Hráč, který již dosáhl 15. úrovně si může vybrat tzv. charakterovou skupinu (Dobrodruh, Voják, Dělník nebo Duelant). Získá charakterové vlastnosti, výhody a herní pravděpodobnosti. Schopností je dohromady 20, atributů 4, pod každý atribut patří 5 schopností. Když si dá hráč bod do určitého atributu, zvýší se všechny schopnosti pod něj spadající o 1. Každá schopnost se hodí k vykonávání různých herních akcí. Do duelů se hodí určité schopnosti a na stavbu města zase jiné. Po dosažení úrovně 150, hráč už nemůže svůj počet schopností navyšovat, jedině získávat malé množství z úkolů nebo na některých světech nakupovat za reálné peníze.

| Síla        | Stavět        | Síla úderu | Houževnatost   | Vytrvalost           | Zdraví      |
| Pohyblivost | Jízda na koni | Reflexy    | Uhýbání        | Skrývání             | Plavání     |
| Zručnost    | Přesnost      | Střílet    | Nástraha pastí | Manuální zručnost    | Opravy      |
| Charisma    | Vést          | Taktika    | Obchodování    | Zacházení se zvířaty | Vystupování |

### Energie
Každý hráč má možnost mít až 100 energetických bodů (bez použití placených výhod). K vykonávání každé práce potřebuje:
1. 1 bod energie na 15 sekund
2. 5 bodů energie na 10 minut
3. 12 bodů energie na 1 hodinu Energie je potřeba i k duelům a stavění. Energie se automaticky obnovuje, rychlostí 3 body za hodinu. Lze ji obnovovat i rychleji tím, že se vyspíte v hotelu nebo kasárnách nebo použijete jednorázové lektvary a další zvláštní bonusy.

### Zdraví
Hráč má na začátku možnost mít 100 bodů zdraví. Tento počet se navýší každou úroveň o 10 a také se navýší každým bodem ve schopnosti zdraví o 10 (různé charaktery mají ještě různé další bonusy). O zdraví může přijít hráč při práci (nestává se často a pokud ano, ubere velmi málo bodů), v duelech a v bitvách o pevnost. Nesníží se tím počet bodů zdraví, které lze získat, ale jen dočasný počet bodů aktuálního zdraví. Zdraví se automaticky samo pomalu doplňuje na maximální úroveň jednotlivých hráčů. Doplňování se zrychlí spaním v hotelu nebo v kasárnách nebo požitím speciálních bonusů. Když po nějaké aktivitě dosáhne počet bodů zdraví nuly, dostane se hráč do mdlob (ve hře nelze zemřít). Sebere mu to automaticky všechnu energii, všechny peníze v hotovosti, zruší všechny zadané příkazy a vrátí do svého domovského města (pokud město hráč nemá, zůstane na místě), kde automaticky systém zadá spánek v hotelu.

## Růst
Hráč není v této hře ze začátku nijak vybaven. Hra začíná že se vaše postavička objeví u té nejlehčí práce. V salonu je k dispozici první úkol pojmenovaný První Kroky.
Hra je rozdělena na takzvané „Světy“, z nichž jeden si hráč při registraci nutně musí vybrat a následně v něm hrát. Hráč může hrát i na více světech, ale všechny postavy jsou na sobě vzájemně nezávislé. V každém „Světě“ je určitý počet hráčů, měst apod. Pokud se tedy chce hráč stát členem nějakého města, jehož zakladateli jsou jiní hráči, musí o členství požádat.
- Zvolí-li variantu druhou, je tedy samostatný a není členem žádného města.
- Je-li tedy hráč členem jakéhokoliv města, čili je jím obyvatelem, má odemknuté různé možnosti, které se nachází v různých částech města.

Hráči se mohou duelovat, obchodovat, zakládat pevnosti, aliance, města, apod., v čemž tyto atributy, schopnosti atd. hrají největší roli.

### Město
| Budova   | Funkce |
| -------- | --- |
| Radnice  | Nejzákladnější budova města. Přehled všech obyvatelů (hráčů), včetně zakladatele a jeho radních. Jsou zde také nabídnuty možnosti pro výstavbu města za účelem město vylepšovat.                                                                               |
| Saloon   | Hospoda. Pobývají zde čtyři osoby: barman Henry Walker, šerif John Fitzburn, indián Waupee a tanečnice Marie Roalstad. Od nich je možné získat peníze či zkušenosti pro rozvoj hráče. A v cizích městech je možné pomocí saloonu duelovat ostatní členy města. |
| Funebrák | Kromě mrtvol lze zde také zobrazit seznam, kde jsou vypsány duelové výhry a prohry všech hráčů, kteří jsou členy daného města. A je potřebný pokud chtějí členové města duelovat členy ostatních měst.                                                         |
| Šerif    | Zde může hráč vystavovat zatykače na ostatní hráče či nalézt mezi zatykači sebe. |
| Hotel    | Slouží hlavně jako doplňovač hráčovy energie skutečně 8hodinovým spaním. |
| Banka    | Slouží k uskladnění peněz. Hráč může o peníze přijít po prohraném duelu, proto je možnost uložit si je v bance na konto, ovšem minimálně s 9% poplatkem. |
| Krejčí   | Lze si koupit veškeré oblečení včetně bot. |
| Obchod   | Lze si koupit veškeré prodejné věci (koně, produkty). |
| Zbrojíř  | Lze si koupit veškeré duelové zbraně. |
| Pošta    | Slouží k dopisování si mezi hráči. |
| Kostel   | Hráč se může modlit po dobu 15 minut. |
| Trh      | Hráč může obchodovat s ostatními – dražit, prodávat a kupovat. |

## Hodnosti
V případě města a jeho zakladatele má zakladatel největší práva. Svým spoluhráčům, kteří jsou v jeho městě může přidělit hodnost:
- Městský radní (povýšit/degradovat) – Může zvát do města členy, vyhazovat, měnit popisek města.
- Zakladatel (v případě, že původní zakladatel město opustil) – Může úplně všechno.
- Obyvatel (základní hodnost) – Nemůže zvát do města členy, ani nemůže měnit popisek města.

## Přátelé
S updatem 1.33 přišla do hry The-West mimo jiné i inovace v podobě odměn za pozvání hráčů do hry. Odměny jsou připraveny jak pro pozvané hráče, tak i pro autory pozvánek. Pro pozvané hráče je připraven úvodní dárek v podobě Buffalo Billova sedlová taška, ve které můžete najít nejrůznější předměty.
Pro hráče, který pozvánku poslal, jsou odměny připraveny v průběhu hry podle toho, jak se pozvaní hráči rozvíjejí. Odměny se rozdělují za dosažené body, které se získávají rozrůstáním pozvaných hráčů. Body narůstají zároveň s narůstáním úrovně pozvaného hráče. Zásluhu na přidělování tzv. "bodů přátelství" má ovšem i počet utracených nuggetů pozvaného hráče. Body přátelství se rozdávají pouze za pozvané hráče na jednom světě, nikoliv za všechny světy dohromady. Zároveň se body nepřičítají za počet hráčů, které máte v přátelích.
Za každého přítele se navíc získává 10 UPD (Union Pacific Dluhopisů) avšak až potom co udělá level 10.

## UP Dluhopisy
Union Pacific Dluhopisy získáváte plněním denních úkolů, které lze nalézt při práci či denním přihlášením. Také je lze získat za bitvy o pevnosti. Za UP Dluhopisy si hráč může koupit věci, které jsou za $ neprodejné.

## Nuggety
Nuggety můžeme v této hře považovat za urychlení a zjednodušení určitého děje či práce. Charakteristicky to jsou cenné kovy, avšak v této hře takovýto zlatý nugget nelze použít jako prodejný předmět.
Nuggety nikde ve hře hráč nenajde. Hráč je může získat pouze zasláním SMS nebo čekat každý týden na 15 nuggetů za aktivitu.. Termíny jsou:
- 100 nugget
- 200 nugget
- 400 nugget
- 1000 nugget
- 2000 nugget

## Účet
- I přesto, že hra The West vyžaduje od hráčů aktivní hraní, si hráč může dovolit nastavit si tzv. „režim dovolené“, jehož maximální doba je 2 měsíce.
- Možný je i osobní text, v němž může hráč vyjádřit odkazy, názory či videa a jeho velké úspěchy.
- V případě zapomenutého hesla si automaticky může hráč nastavit nové.
- Přijímat zprávy o dokončených pracích, duelech a o nové příchozí zprávě je možné nechat se informovat speciální funkcí tzv. „Pony Expressem“.